# Alain Escalle
Alain Escalle (Argelès-sur-Mer, 27 maggio 1967) è un regista francese.

## Biografia
Ha seguito gli studi in arte applicata a Nîmes e quindi di cinema a Tolosa e Rennes. Assistente alla regia dal 1990 al 1993, scopre nel 1991 la registrazione elettronica delle immagini, lavorando come assistente alle riprese del cortometraggio M or Man, Music, Mozart del regista inglese Peter Greenaway.
L'universo artistico del regista inglese sarà determinante nell'approccio futuro di Escalle al mondo delle riprese elettroniche. Una folgorazione improvvisa sui nuovi mezzi che lo porterà molto rapidamente alla realizzazione dei suoi progetti un anno dopo in Giappone, Germania, Inghilterra e Canada, laddove si chiedeva una sensibilità di tipo francese.

### Gli inizi
Dopo Mirage illimité (opera realizzata in unione con Maurice Benayoun e premiata con il premio Pixel INA Imagina a Monaco nel 1992), una mostra video Le Radeau de la Méduse (esposta al Palais de Tokyo nel 1993), realizzò il suo primo cortometraggio, D'après le naufrage (premio pixel INA Imagina 1994, categoria Art, Prix SCAM 1994 per un'opera digitale).

### In Giappone
I suoi viaggi lo portano a lavorare in Giappone per sette anni. Nel corso di quaranta soggiorni realizza nel 2001 Le Conte du monde flottant. Questo film è una visione poetica del Giappone al momento del bombardamento di Hiroshima. Il film riceve il Prix Imagina 2002, davanti ad opere come Shrek, Il Signore degli Anelli e Il favoloso mondo di Amélie. Viene selezionato ai César 2003, al premio SCAM 2002 per le opere in digitale per il complesso della sua produzione. Il film verrà successivamente integrato ad un programma intitolato Regard numérique raggruppante tutti i suoi cortometraggi.

### Mylène Farmer
Nel 2006, ebbe un'importante collaborazione con la cantante Mylène Farmer che gli propose di realizzare una serie di proiezioni gigantesche ai suoi concerti dati nel Palais omnisports de Paris-Bercy e di presentare all'inizio del suo spettacolo Avant que l'ombre... À Bercy 2006 il suo film Le Conte du monde flottant davanti a più di 200.000 spettatori nel corso di tredici serate.

### Le Livre des morts
Dopo diciotto anni di carriera, Alain Escalle si concentra sulle opere che gli piace fare personalmente. Egli iniziò, dopo il 2005, la concezione di un nuovo progetto di spettacolo multidisciplinare, Ashes Factory, e la realizzazione di un mediometraggio intitolato Le Livre des morts. Questo nuovo progetto va a completare una trilogia iniziata con D'après le naufrage e Le Conte du monde flottant.

## Filmografia
- 1992: Mirage illimité (Costumi, premio Imagina 1992)
- 1993: Le Radeau de la Méduse (installation vidéo, Palais de Tokyo)
- 1994: D'après le naufrage (corto metraggio)
- 1996: Éphémères
- 1997: La Belgique, le pays où Icare s'est noyé (Costumi, Arte)
- 1997: Icarus's Drownings (corto metraggio)
- 1997: Ntt data (pubblicità giapponese)
- 1999: LVMH, De l'autre côté du miroir (immagine di marchio)
- 2001: Le Conte du monde flottant (corto metraggio)
- 2001: Fontevraud, l'âme et la pierre
- 2001: L'Apocalypse selon saint Jean (NHK, Giappone)
- 2002: L'Objet du désir... (corto metraggio)
- 2002: Dripping, Ground Zero
- 2002: Je serai flamme
- 2002: La Nature des choses
- 2002: Regard numérique (compilation dei suoi film su supporto 35 mm)
- 2002: Sur le seuil (realizzazione di sequenze oniriche per un lungo metraggio di Éric Tessier)
- 2003: Rock de chambre (proiezioni concerto)
- 2004: Miracle de Lancôme (pubblicità internazionale Lancôme, con Diane Kruger)
- 2005: Fantôme d'amour
- 2005: Manga maker, l'alchimiste du parfum (Gaultier Puissance 2)
- 2006: Avant que l'ombre... À Bercy (proiezioni concerto e prima parte dello spettacolo di Mylène Farmer)
- 2006: Luminus, la légende de Klaas Obscura
- 2006: Moringa 3 Reason (clip musicale)
- 2008: Ashes Factory
- 2008: Ysa Ferrer, Imaginaire Tour 2008 (proiezioni concerto)
- 2008: Les Voyages d'Ibn Battuta et la route de la soie (5 film in alta risoluzione per lo spettacolo global Freej Folklore a Dubai)
- 2009: Realizzazione del video clip di Mylène Farmer: C'est dans l'air.
- 2009-2010: Le Livre des morts (in produzione)

## Esposizioni nei musei
In ordine cronologico
- 1993: installazione video Le Radeau de la Méduse al Palais de Tokyo (Art 3000, Parigi)
- 1996: installazione video Éphémères/Nocturanal Lives (Maribor, Slovenia)
- 1996: L'Âme et la Pierre (abbazia di Fontevraud, Francia)
- 2002: esposizione fotografica e installazione video, festival les e-magiciens (Théâtre Le Phénix, Valenciennes)
- 2003: esposizione fotografica, Festival international du court métrage de Clermont-Ferrand
- 2003: esposizione collettiva di story-boards (SCAM)
- 2003: esposizione collettiva di story-boards (Museo d'arte Roger-Quilliot di Clermont-Ferrand)
- 2003: installazione video Le Radeau de la Méduse e Dripping, Ground Zero al Museo d'arte Roger-Quilliot di Clermont-Ferrand
- 2003: Retrospettiva globale (film personali) a Budapest (KIBLA, Hongrie)
- 2004: esposizione fotografica al cinema Le Métropolis (Charleville-Mézières)
- 2007: Digital Tales, antologia di viaggi (Bolzano, Italia)
- 2009 : Ashes Factory